# Monticellina cryptica
Monticellina cryptica är en ringmaskart som beskrevs av Blake in Blake, Hilbig och Scott 1996. Monticellina cryptica ingår i släktet Monticellina och familjen Cirratulidae. Inga underarter finns listade i Catalogue of Life.